# E Street Band
De E Street Band is een Amerikaanse rockband en begeleidingsband. Ze treden al sinds 1972 op samen met Bruce Springsteen.
De band heeft in het verleden ook met andere artiesten opgetreden, onder meer Bob Dylan, Meat Loaf, Neil Young, Lou Reed, Bonnie Tyler, Air Supply, Dire Straits, David Bowie, Peter Gabriel, Stevie Nicks, Tom Morello, Sting, Ian Hunter, Ringo Starr, Ray Davies, Ronnie Spector, Gary U.S. Bonds, Darlene Love, Southside Johnny, The Grateful Dead, Santana, Lucinda Williams, Steve Earle, Emmylou Harris, Tracy Chapman, Lady Gaga en Aretha Franklin.

## Geschiedenis
De E Street Band ontstond in oktober 1972, maar kreeg pas in september 1974 officieel die naam. De naam is afgeleid van "E Street" in Belmar in New Jersey, waar een van de toenmalige muzikanten (keyboardspeler David Sancious) opgegroeid was en waar de band zo nu en dan in de garage van zijn moeder mocht repeteren.
Springsteen heeft gedurende zijn loopbaan wel meer bands samengesteld, maar de E Street Band is al ruim vijftig jaar vrijwel onafgebroken bij elkaar.
De band bestond oorspronkelijk uit Garry Tallent (basgitaar), Clarence Clemons (saxofoon), Danny Federici (keyboard, accordeon), Vini "Mad Dog" Lopez (drums) en David Sancious (keyboard).
Springsteens debuutalbum Greetings from Asbury Park, N.J. verscheen in 1972 en de E Street Band maakte zijn eerste nationale tournee in oktober 1972. Sancious was daar echter niet bij, ook al speelde hij wel mee op het album, en het was pas in juni 1973 dat hij regelmatig met de band op het podium stond. Hij verliet de band in augustus 1974.
De band vestigde zijn reputatie pas goed in de jaren zeventig en tachtig door deelname aan de Springsteenalbums Born to Run (1975), Darkness on the Edge of Town (1978), The River (1980) en Born in the U.S.A. (1984). Toch verscheen niet de bandnaam op de albums, maar werden slechts de individuele bandleden erop genoemd. Hoewel de band alle of nagenoeg alle muziek op deze albums verzorgde, werden ze onder de naam Bruce Springsteen uitgebracht. Op latere albums, zoals Tunnel of Love (1987) of Greatest Hits (1995), werden de band en bandleden wel allebei vermeld.
Anders dan de albums werden liveoptredens bijna altijd wel aangekondigd onder de naam Bruce Springsteen & the E Street Band. Springsteen verdeelde de opbrengsten van de concerten gelijkmatig tussen hem en de bandleden, iets wat voor begeleidingsbands zeer uitzonderlijk was.
In 1989 liet Springsteen de bandleden weten in de nabije toekomst niet meer van hun diensten gebruik te zullen maken, waarop de muzikanten allen hun eigen weg gingen. Pas in 1995 kwam de band tijdelijk weer bijeen om voor Springsteens album Greatest Hits vier extra nieuwe nummers op te nemen. In 1998 bracht hij Tracks uit, een collectie van vier cd's van grotendeels niet eerder verschenen opnamen daterend vanaf 1972. In veel van deze 66 nummers is ook de band te horen.
In 1999 volgde een reünie van langere duur, met een grote tournee door Europa en Noord-Amerika (Bruce Springsteen and the E Street Band Reunion Tour in 1999-2000), het nieuwe studioalbum The Rising (2002) en nogmaals een grote tournee (The Rising Tour in 2002 en 2003), ditmaal door Europa, Noord-Amerika en Australië. De tournee Vote for Change in oktober 2004, waarin de Amerikaanse presidentsverkiezingen van 2004 centraal stonden, zou voorlopig de laatste tournee van de band worden. Springsteen gaf in 2006 aan dat hij in de toekomst niet meer met de E Street Band zou samenwerken, maar bleef daar verder vaag over.
Toch reisden begin 2007 leden van de band ieder afzonderlijk naar Atlanta af voor de opnamen van Springsteens album Magic, waarna in 2007 en 2008 de Magic Tour door Noord-Amerika en West-Europa volgde. Op 1 februari 2009 waren Bruce Springsteen en de E Street Band de sterren tijdens de 43ste editie van de Super Bowl in Tampa (Florida). Het concert viel samen met de verschijning van het album Working on a Dream in januari 2009. Ook dit album werd later in het jaar gevolgd door een tournee, de Working on a Dream Tour van april tot november.
De tournee, de Wrecking Ball Tour ter begeleiding van Springsteens album Wrecking Ball, begon in maart 2012. In 2016 volgde nog The River Tour. In 2023 volgde een naamloze tournee: Bruce Springsteen & The E Street Band.

### Overleden bandleden
Twee van de oorspronkelijke bandleden zijn inmiddels overleden: Danny Federici in 2008 en Clarence Clemons in de zomer van 2011.

## Tournees
- Born to Run, 1974-1977
- Darkness Tour, 1978-1979
- The River Tour, 1980-1981
- Born in the U.S.A. Tour, 1984-1985
- Tunnel of Love Express Tour, 1988
- Amnesty International Human Rights Now! Tour, 1988
- Reunion Tour, 1999-2000
- The Rising Tour, 2002-2003
- Vote for Change, 2004
- Magic Tour, 2007-2008
- Working on a Dream Tour, 2009
- Wrecking Ball Tour, vanaf 2012
- The River Tour, 2016
- Springsteen & E Street Band Tour, 2023
- Springsteen & E Street Band World Tour, 2024
- Land Of Hope And Dreams Tour, 2025

E Street Band: Bruce Springsteen · Roy Bittan · Nils Lofgren · Patti Scialfa · Garry Tallent · Steven Van Zandt · Max Weinberg
Jake Clemons · Charles Giordano · Soozie Tyrell
Voormalige leden: Ernest Carter · Clarence Clemons · Danny Federici · Vini Lopez · David Sancious
Voormalige tourmuzikanten:
Everett Bradley · Barry Danielian · Clark Gayton · Curtis King · Suki Lahav · Ed Manion · The Miami Horns · Cindy Mizelle · Michelle Moore · Tom Morello · Curt Ramm · Jay Weinberg